# Módos
Módos (szerbül Јаша Томић / Jaša Tomić, németül Modosch, románul Modoș, bolgárul Модош) település Szerbiában, a Vajdaságban, a Közép-bánsági körzetben, Torontálszécsány községben. Közigazgatásilag hozzá tartozik még a kihalófélben lévő Káptalanfalva is.
1924-ben a város nevét Jaša Tomić-ra változtatták, Jaša Tomić (1856–1922) vajdasági (verseci születésű) szerb újságíró, író, politikus és képviselő emlékére.
2005. tavaszán a Temes áradásának következtében a falut nagy árvíz sújtotta jelentős anyagi károkkal. Az utóbbi 100 évben ez volt Bánság legnagyobb árvize.

## Fekvése
A település a szerb-román határ mellett fekszik. Északon Párdánnyal, nyugaton Istvánföldével, délnyugaton Káptalanfalvával, keleten Csávossal, délen pedig Torontálszécsánnyal és Surjánnal határos. Nagybecskerektől kb. 43 km távolságra van.

## Neve
Mai szerb nevét Jaša Tomić (1856–1922) szerb publicistáról és politikusról kapta.

## Története
Módos nevét 1323-ban említette először oklevél Modus néven.
A település 1323. előtt Magyar Pál és András birtoka volt.
1323-ban való osztozkodásukkor Módos András mesternek jutott.
1333-ban már egyházas hely volt. A pápai tizedjegyzék szerint papja ez évben 21 garas pápai tizedet fizetett.
1910-ben 4750 lakosából 878 magyar, 1941 német, 1374 szerb volt. Ebből 2973 római katolikus, 1550 görögkeleti ortodox, 101 izraelita volt.
1920-ig Torontál vármegye Módosi járásához tartozott, ekkor Romániához csatolták, ahonnan településcserével került a Szlovén–Horvát–Szerb Államhoz 1924-ben, ahol az egyidejűleg Romániához csatolt Zsombolya pótlására járásszékhely lett.

## Népesség

### Demográfiai változások
| 1869 | 1900 | 1921 | 1948 | 1953 | 1961 | 1971 | 1981 | 1991 | 2002 | 2011 |
| ---- | ---- | ---- | ---- | ---- | ---- | ---- | ---- | ---- | ---- | ---- |
| 4272 | 4614 | 4750 | 4378 | 4569 | 4420 | 3831 | 3625 | 3544 | 2982 | 2373 |

## Közlekedés
A település egykor vasúti csomópont volt; érintette a Temesvár–Módos-vasútvonal. A vasúti forgalom napjainkra megszűnt.

## Híres emberek
- Itt született 1864. december 14-én László Árpád zeneszerző, zenepedagógus és zenekritikus
- Itt született 1873-ban Osztie Andor magyar levéltáros, szerkesztő, újságíró

## Látnivalók
- Római katolikus temploma - Közép-Bánság legnagyobb temploma, 1911-ben épült Nagyboldogasszony tiszteletére, neogótikus stílusban

## Galéria

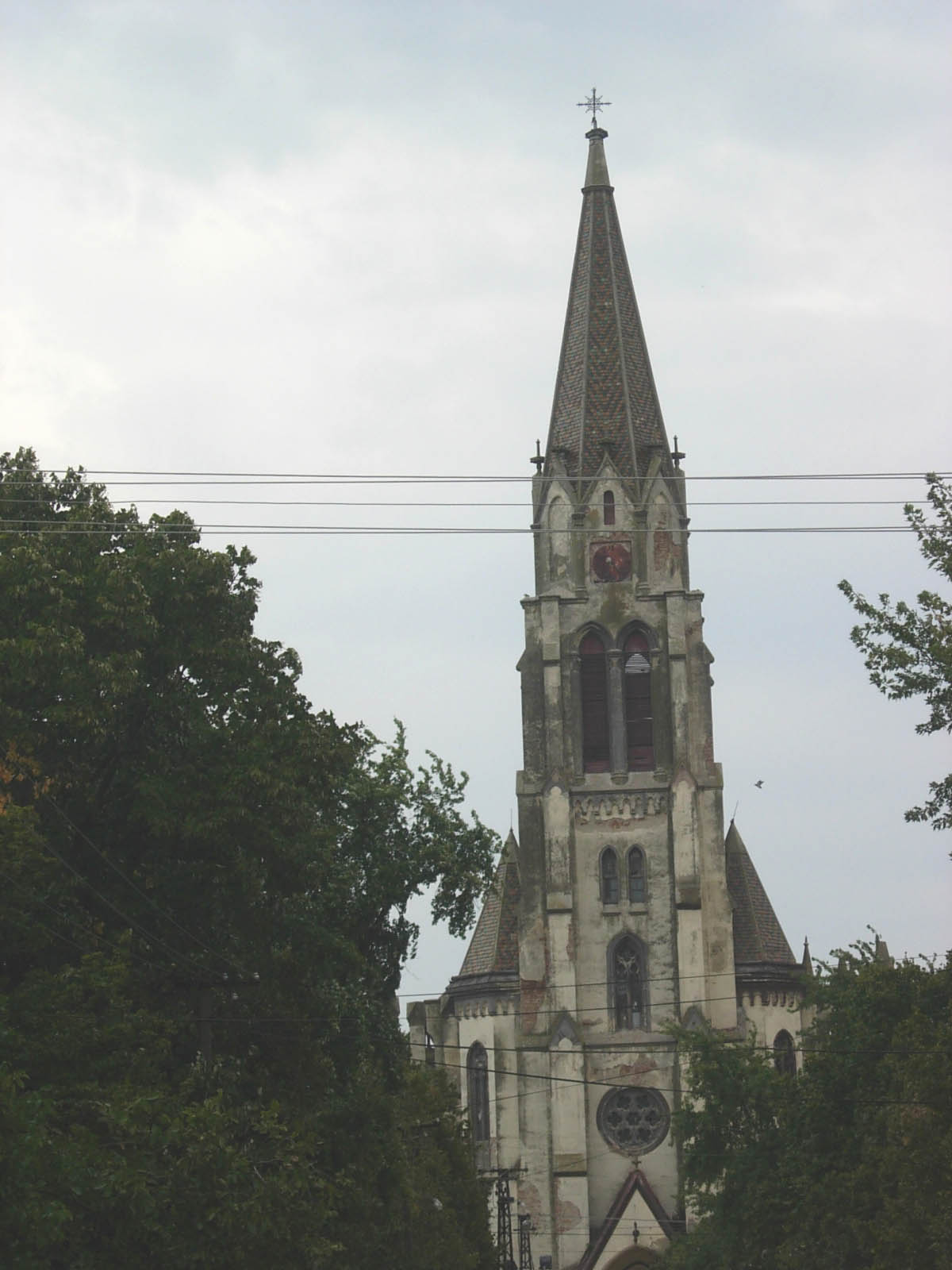
A katolikus templom
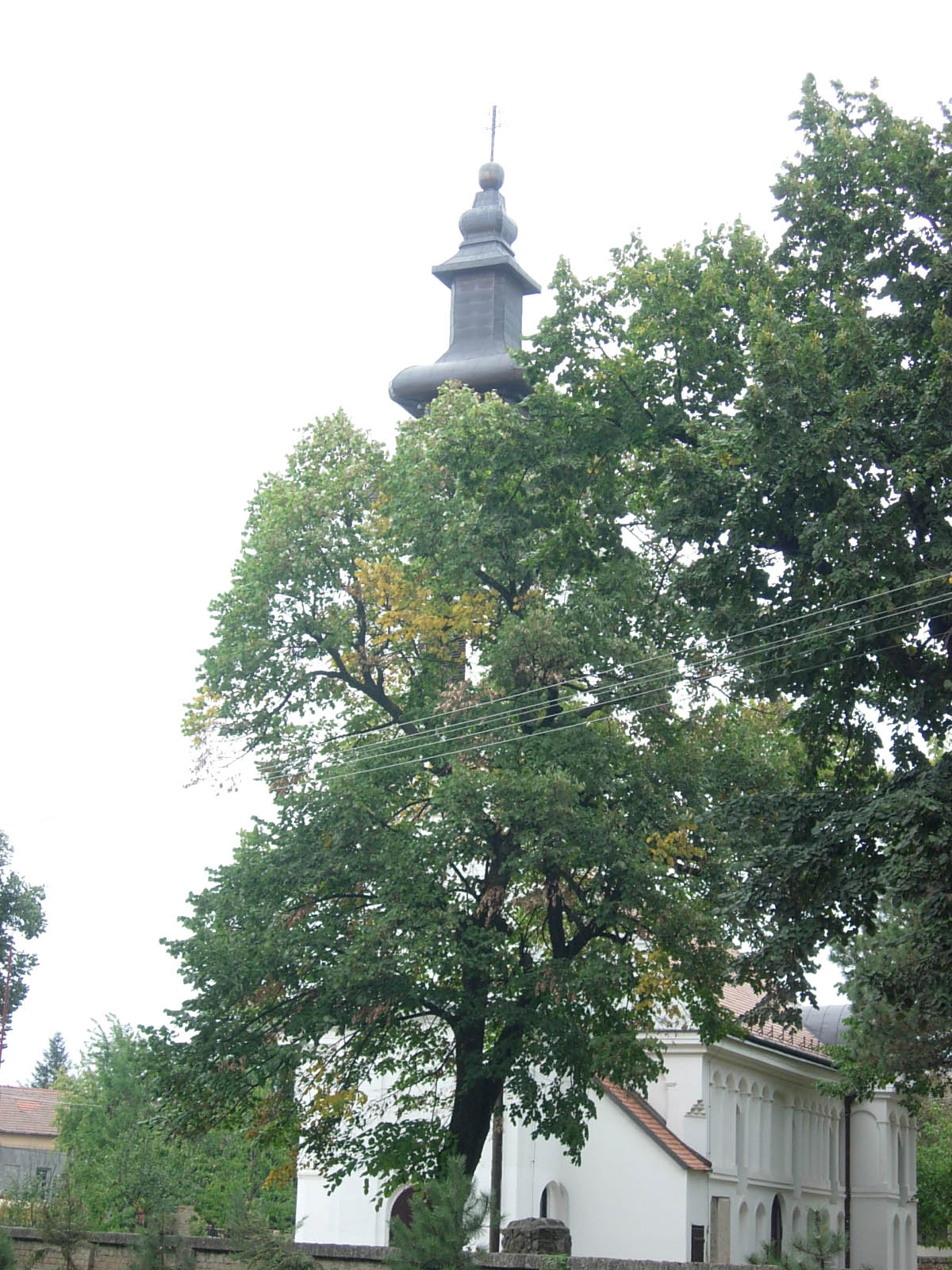
A görögkeleti templom
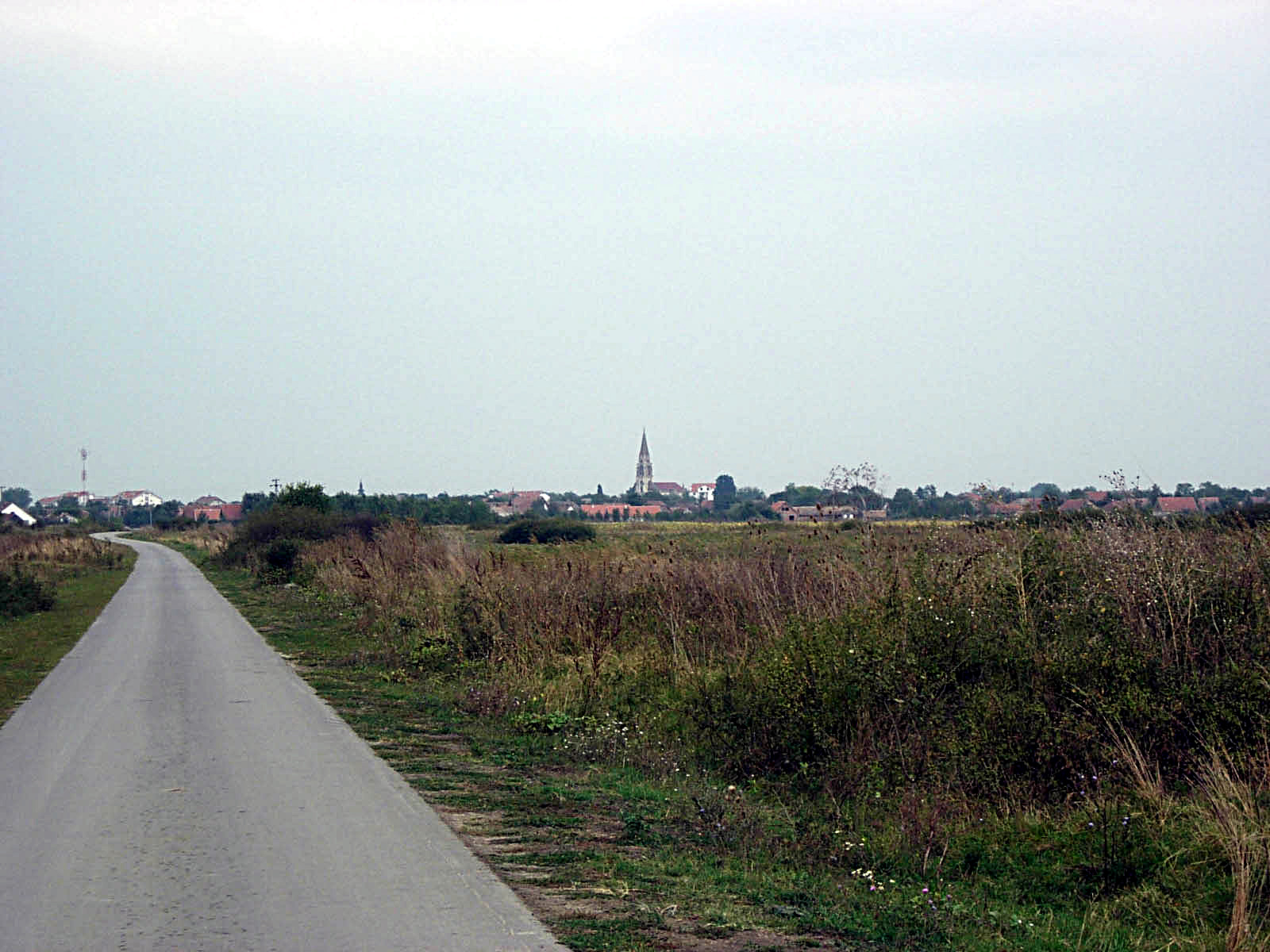
Módos látképe
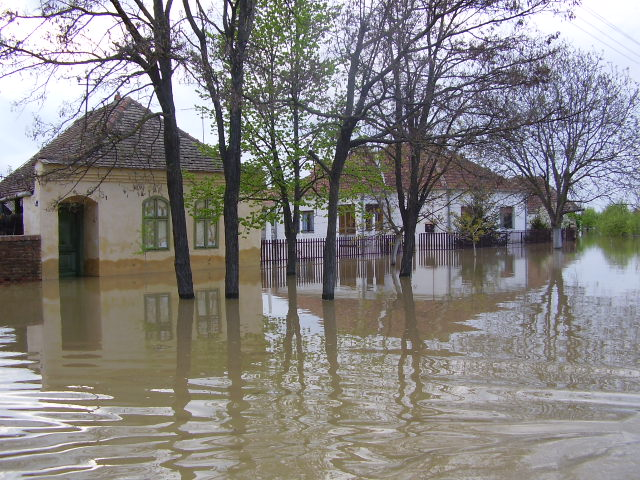
A 2005-ös árvíz
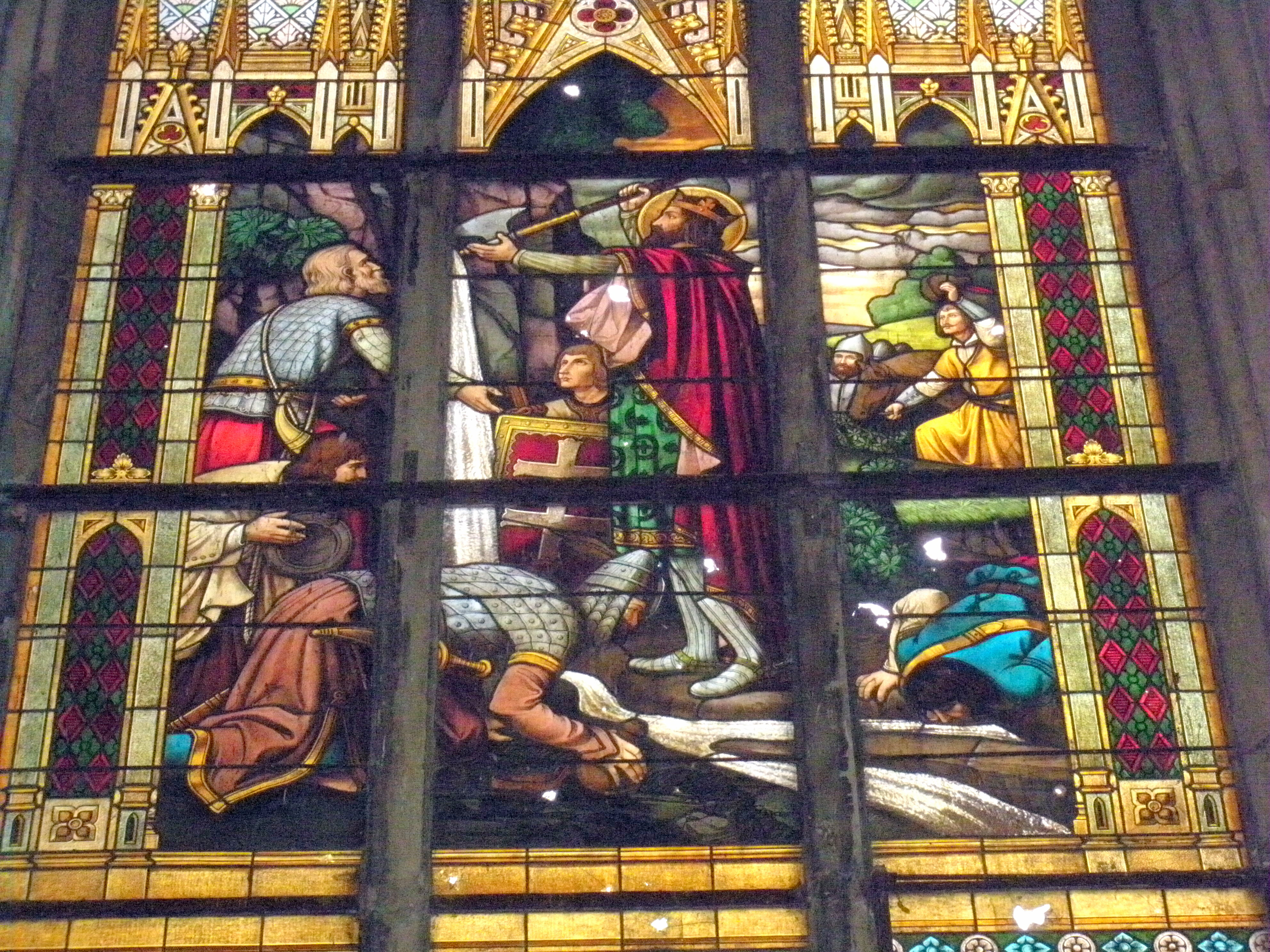
Szép üveges ablak Szent László királyyal
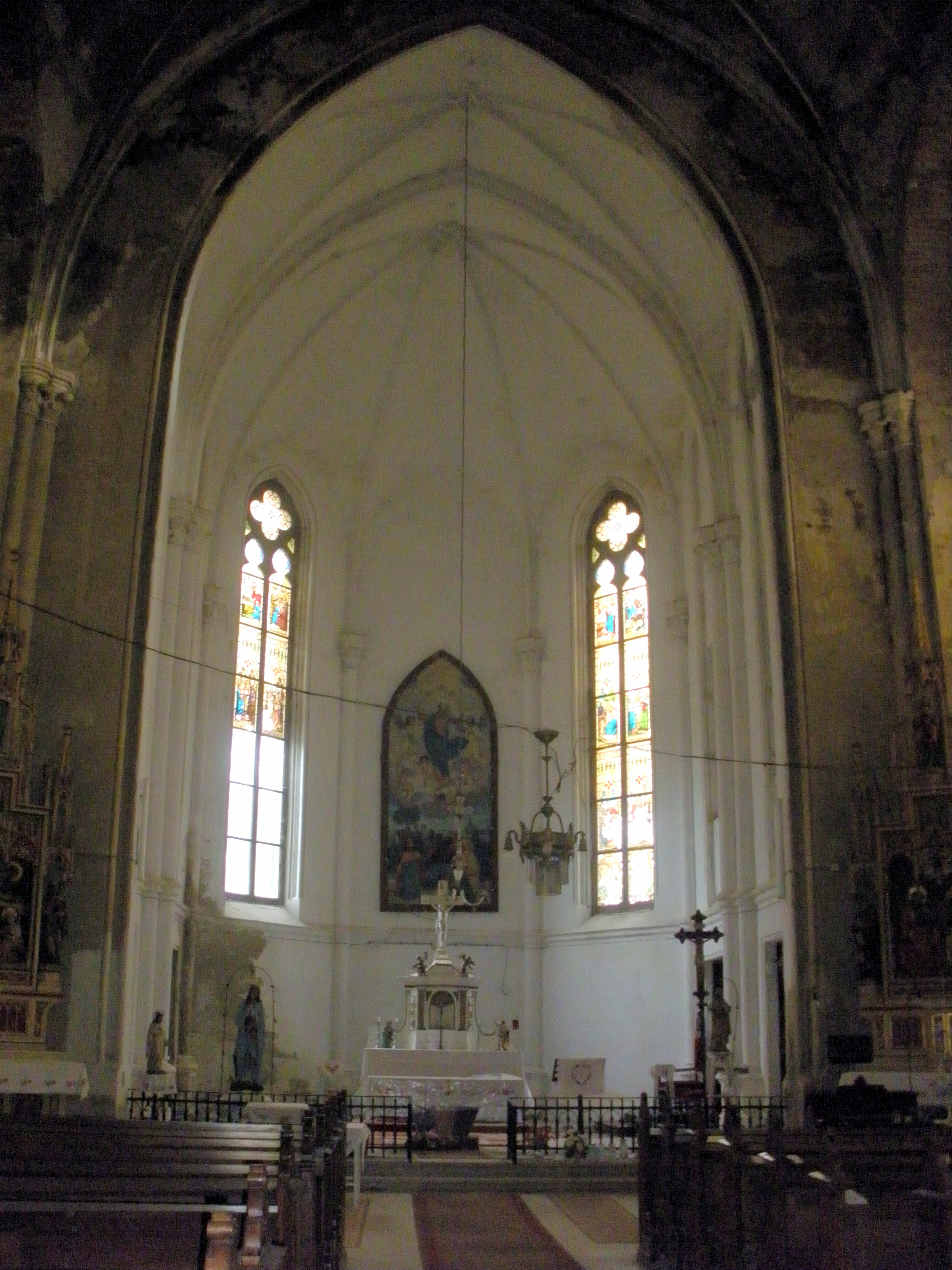
A módosi katolikus templom belsője
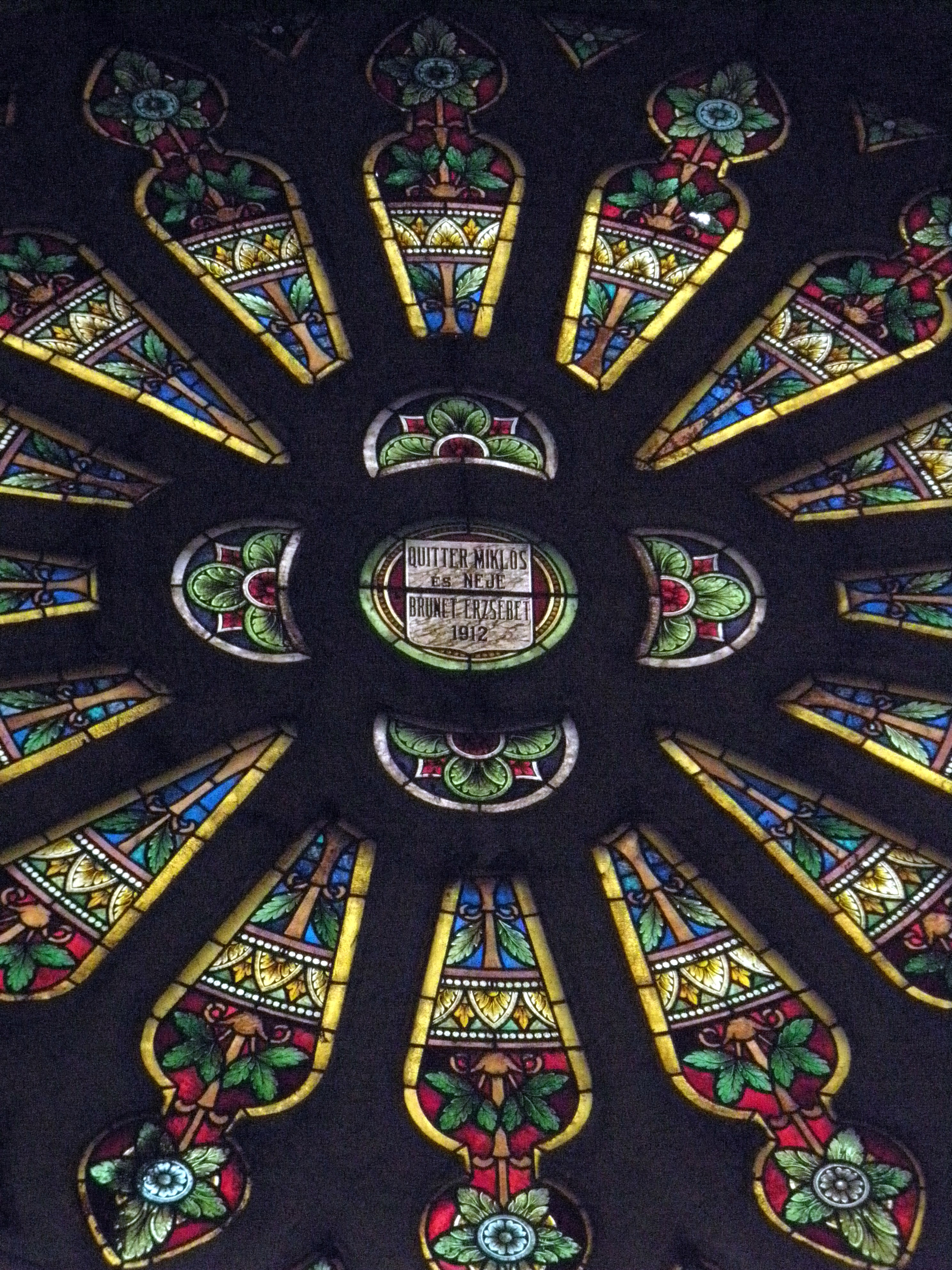
Szép rozetta

## Források

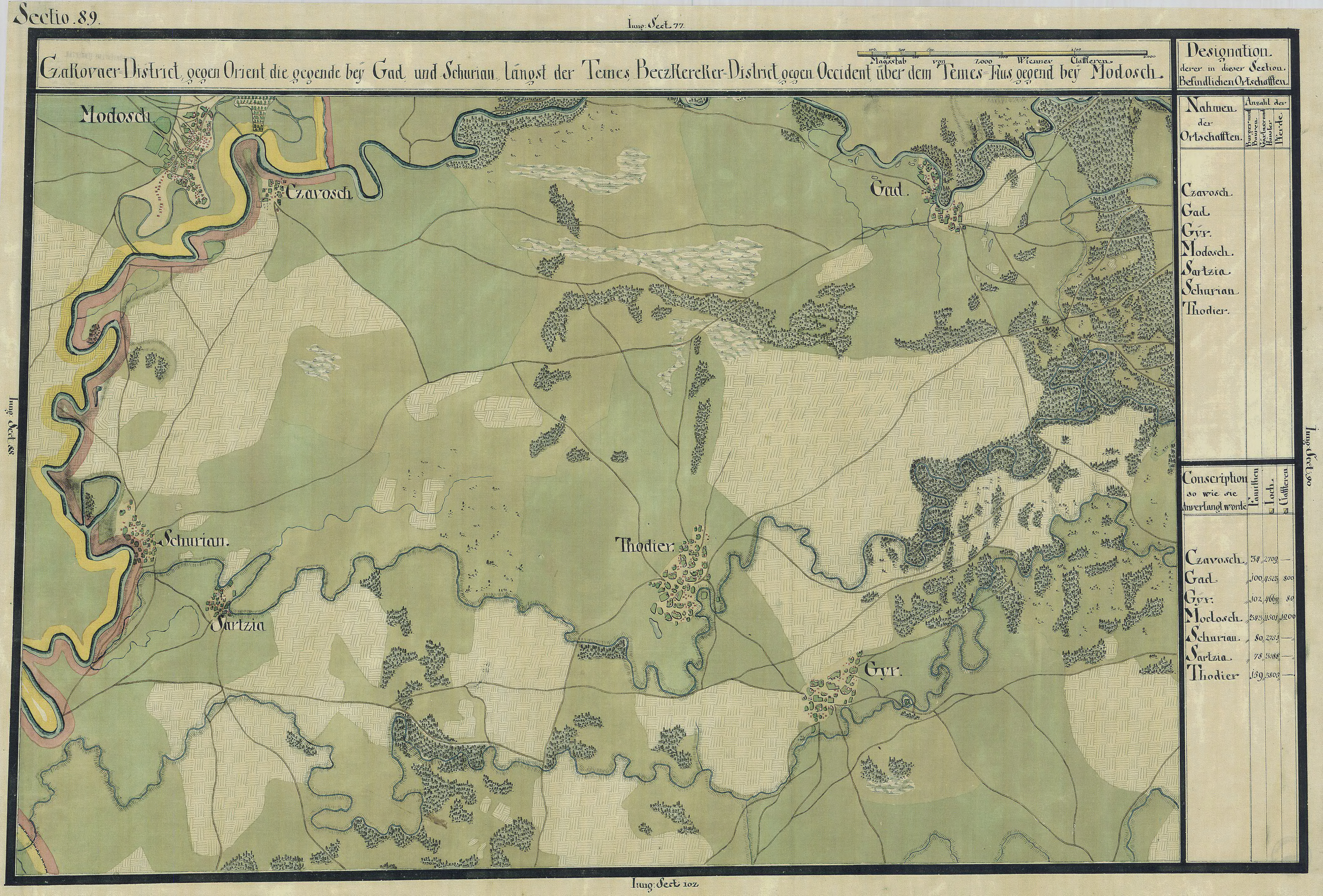
Módos egy régi térképen